# Tótvári-patak
A Tótvári-patak Zala vármegyében ered, mintegy 170 méteres tengerszint feletti magasságban. A patak forrásától kezdve északi irányban halad, majd Sümegcsehitől északra eléri a Nagy-Erdő-patakot.
A Tótvári-patak vízgazdálkodási szempontból a Marcal Vízgyűjtő-tervezési alegység működési területét képezi.

## Part menti település
- Sümegcsehi